# Tu me plais beaucoup
Singles de Daniel Balavoine
Dancing Samedi
(1979) Mon fils ma bataille
(1980)
Pistes de Face amour / Face amère
Love Linda
(4) Ces petits riens
(6)
Tu me plais beaucoup est une chanson composée et interprétée par Daniel Balavoine parue en 45 tours pour l'album Face amour / Face amère en 1979. Cette chanson raconte l'histoire d'un jeune couple dont le mari ressent une certaine amertume envers sa femme. 
La pochette du disque a été prise par le photographe Alain Marouani. 